# الاحتلال الإسباني لجمهورية الدومينيكان
في عام 1861، اقترح الجنرال الدومينيكاني بيدرو سانتانا استعادة السيطرة على جمهورية الدومينيكان للملكة إيزابيل الثانية ملكة إسبانيا، بعد فترة استمرت 17 عامًا من السيادة الدومينيكانية. كانت جمهورية الدومينيكان المستقلة حديثًا تتعافى اقتصاديًا من حرب الاستقلال الدومينيكانية التي انتهت مؤخرًا (1844–1856)، عندما حصلت على استقلالها ضد هايتي. رحب التاج والسلطات الإسبانية، الذين ازدروا ورفضوا معاهدات السلام الموقعة بعد تفكيك بعض مستعمراتها في جزر الهند الغربية الإسبانية قبل حوالي 50 عامًا، باقتراحه وشرعوا في إعادة إنشاء المستعمرة.
دفعت نهاية الحرب الأهلية الأمريكية في عام 1865 وإعادة تأكيد مبدأ مونرو من قبل الولايات المتحدة، التي لم تعد متورطة في الصراع الداخلي والتي امتلكت قوات عسكرية موسعة ومحدثة بشكل كبير نتيجة للحرب، إلى إخلاء القوات الإسبانية إلى كوبا في نفس العام.

## المقاومة

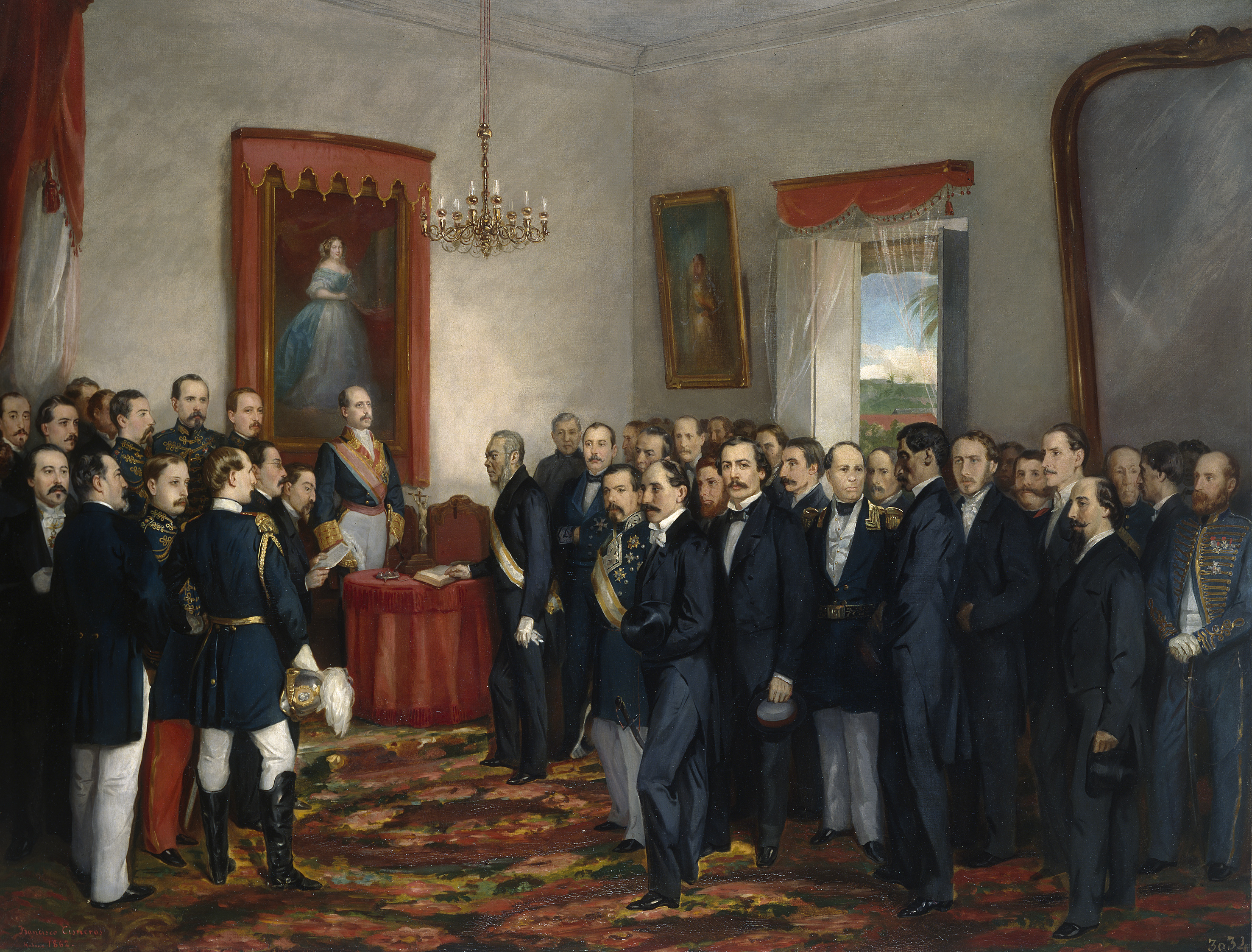
سانتانا عقب أن صار الحاكم العام

في 4 يوليو 1861، أُلقي القبض على الرئيس السابق فرانسيسكو ديل روزاريو سانشيز وأُعدم بعد أن قاد غزوًا فاشلًا لسانتو دومينغو من هايتي. في 16 أغسطس 1863، شن 14 من مناهضي الضم بقيادة سانتياغو رودريغيز ماساغو غارة جريئة على كابوتيلو هيل، حيث رفعوا علم الدومينيكان. باستثناء سانتو دومينغو وبعض البلدات المجاورة، انتفضت البلاد بأكملها بحمل السلاح، وانضمت عدة بلدات في سيباو إلى التمرد. سرعان ما احتشد 6000 من المتمردين الدومينيكانيين إلى جيش جاسبار بولانكو، الذي حاصر حصن سان لويس وحاميته الإسبانية التي يبلغ قوامها 800 رجل والذين استولوا عليها في 13 سبتمبر. ذهبت فرقاطة بخارية لدعم القوات الإسبانية المتحصنة في الحصن في بويرتو بلاتا وطردت المتمردين بإطلاق النار من العنب. ضغط الرئيس المعين ذاتيًا خوسيه أنطونيو سالسيدو دون جدوى لمساعدة الولايات المتحدة في الحرب، لكن المسلحين قتلوا ما مجموعه 1000 إسباني بحلول مارس 1864، بينما مات 9000 آخرون من الحمى. تلقت الحامية الإسبانية التي يبلغ قوامها 21 ألف جندي 6000 تعزيزات، وتم تعيين خوسيه دي لا غاندارا إي نافارو قائداً إسبانيًا جديدًا.
حاول لا غاندارا التوسط في وقف إطلاق النار مع المتمردين، لكن جاسبار بلانكو أطاح بسالسيدو واغتاله، لأنه ارتكب أخطاء عسكرية باهظة وكان ينوي استدعاء بوينافينتورا بايز الذي لا يحظى بشعبية ليكون رئيسًا مرة أخرى. وعقب هجوم فاشل على الإسبان في مونتي كريستي، أطيح ببولانكو من قبل شقيقه خوان أنطونيو بولانكو، وبيدرو أنطونيو بيمنتل، وبينيتو مونسيون، الذين عينوا بنينو فيلومينو دي روخاس رئيسًا جديد في يناير 1865. بحلول ذلك الوقت، كانت الحرب الأهلية الأمريكية على وشك الانتهاء، مما أخاف إسبانيا. ألغت إيزابيل الثانية ملكة إسبانيا الضم في 3 مارس 1865، وبحلول 15 يوليو، لم تكن هناك قوات إسبانية متبقية في الجزيرة.

## الحكام

### 1861–1865
- 1861–1862: بيدرو سانتانا
- 1862–1863: فيليبي ريبيرو ليموين
- 1863–1864: كارلوس دي فارغاس
- 1864–1865: خوسيه دي لا غاندارا إي نافارو